# Loštice
Loštice (deutsch Loschitz) ist eine Stadt in Tschechien. Sie liegt vier Kilometer südlich von Mohelnice und gehört zum Okres Šumperk.

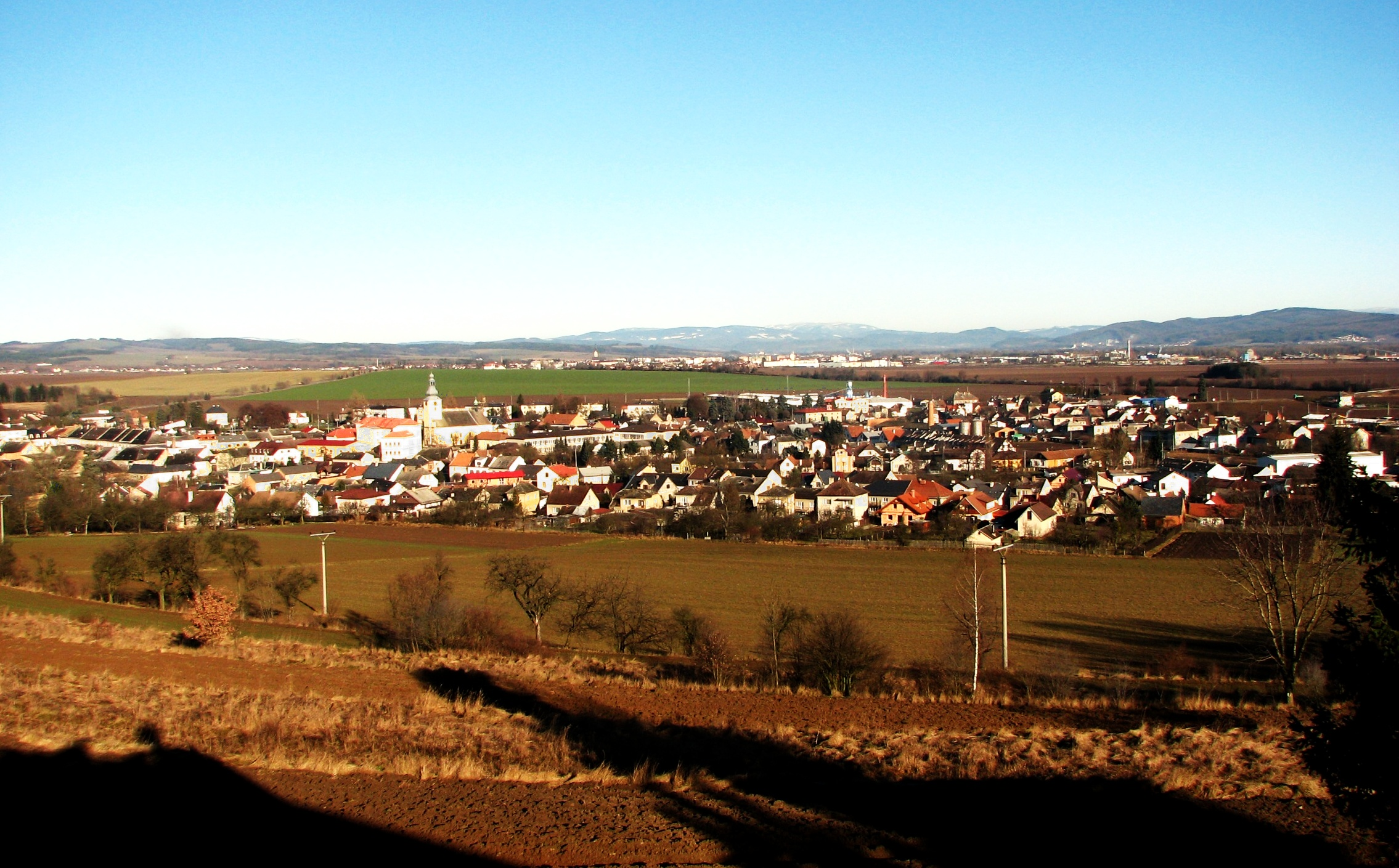
Loštice und Umgebung

## Geographie
Loštice befindet sich an der Einmündung des Baches Podhrádek in die Třebůvka. Nordwestlich verläuft die Schnellstraße R 35/E 442. Im Westen erhebt sich der Hügel Horka (374 m), südlich der Bradlec (311 m) und der Hájek (319 m).
Nachbarorte sind Dolní Válce und Horní Krčmy im Norden, Moravičany im Nordosten, Doubravice und Mitrovice im Osten, Palonín im Südosten, Obectov und Markrabka im Süden, Radnice und Vlčice im Südwesten, Bradlec, Žádlovice und Líšnice im Westen sowie Újezd im Nordwesten.

## Geschichte
Die erste Erwähnung des Ortes erfolgte im Jahre 1208. In diesem Jahr wurde vermutlich auch die Kirche errichtet. Peter von Loschitz verkaufte 1267 drei Vorwerke an Bischof Bruno von Schauenburg. Seitdem ist Loschitz als Marktort urkundlich nachweisbar. 1371 wurde Puta von Wildenburg Besitzer von Loschitz. Während der Herrschaft der Wildenburger, deren Sitz Loschitz war, wurde der Ort 1378 eine Minderstadt genannt. 1382 erwarb Jobst von Mähren den Besitz. 1406 erwarb das Städtchen auch die Blutgerichtsbarkeit. Nachdem 1414 Boček II. von Podiebrad die Güter erworben hatte, schloss er sie der Herrschaft Busau an. 1481 verkaufte Kuno von Kunstadt die Herrschaft Busau an Hans Haugwitz von Biskupitz. 1546 erwarb Prokop Potstatský von Prusinowitz die Busauer Herrschaft. Seit dem 15. Jahrhundert war der Ort für seine Keramik, die als Loschitzer Becher in Europa Bekanntheit erlangte, berühmt.
1585 kaufte die Stadt Neustadt den Ort von den Potstatský. 1635 brannte der Ort nieder. Beim Hochwasser von 1663 erlitt Loštice erneut schwere Schäden. Am 27. April 1678 brach ein großer Stadtbrand aus. Seit 1712 ist die Herstellung von Quargeln nachweisbar. Im Zuge der Josephinischen Reformen ging 1781 die Blutgerichtsbarkeit verlustig. 1787 wurde Loschitz zur Stadt erhoben.
1819 entstand die Wolfsdorfer Papiermühle. 1828 war die durch Loschitz führende Kaiserstraße von Müglitz nach Littau fertiggestellt. Loschitz hatte 1834 1907 Einwohner und bestand aus 284 Häusern. Daneben bestand noch die aus 22 Häusern bestehende jüdische Gemeinde mit 414 Einwohnern. 1840 wurde eine neue Brauerei errichtet.
Eine jüdische Gemeinde in Loštice, deren letzter Rabbiner Izrael Günzig war, gab es in seit dem 16. Jahrhundert; um diese Zeit wurde auch die erste der insgesamt drei Lošticer Synagogen erbaut. Nach der Aufhebung der Patrimonialherrschaften bildete Loštice/Loschitz mit den Ortsteilen Loštice židovská obec/Judengemeinde, Žadlovice osada/Schadlowitz Siedlung und Vlčice/Wolfsdorf eine Stadtgemeinde im Bezirk Hohenstadt. 1859 lösten sich die Zünfte auf. Zum Ende des 19. Jahrhunderts verschmolz die Judenstadt mit der Stadt und verlor den Status eines Ortsteiles. 1900 hatte Loschitz 2595 Einwohner, die größtenteils der tschechischen Nationalität angehörten. 1930 lebten in der Stadt 2671 Menschen. Durch die Papierfabrik Vlčice wurde 1934 ein Massensterben von Fischen in der Třebůvka verursacht. Am Wohnhaus von Adolf Kašpar wurde 1954 eine Gedenktafel mit Büste angebracht.
Seit 1961 gehört die Stadt zum Okres Šumperk. Gleichzeitig wurde Žádlovice eingemeindet. In Loštice lebten im Jahre 1961 2940 Menschen. Beim Einmarsch der Warschauer Vertragsstaaten in die Tschechoslowakei am 21. August 1968 fuhren polnische Militärverbände durch die Stadt.

## Ortsgliederung
Die Stadt Loštice besteht aus den Ortsteilen Loštice (Loschitz) und Žádlovice (Schadlowitz) sowie den Ansiedlungen Bradlec (Brabletz) und Vlčice (Wolfsdorf).

## Sehenswürdigkeiten
- Museum der Olmützer Quargelgotische Kirche des Hl. Prokop
- Museum der Olmützer Quargel

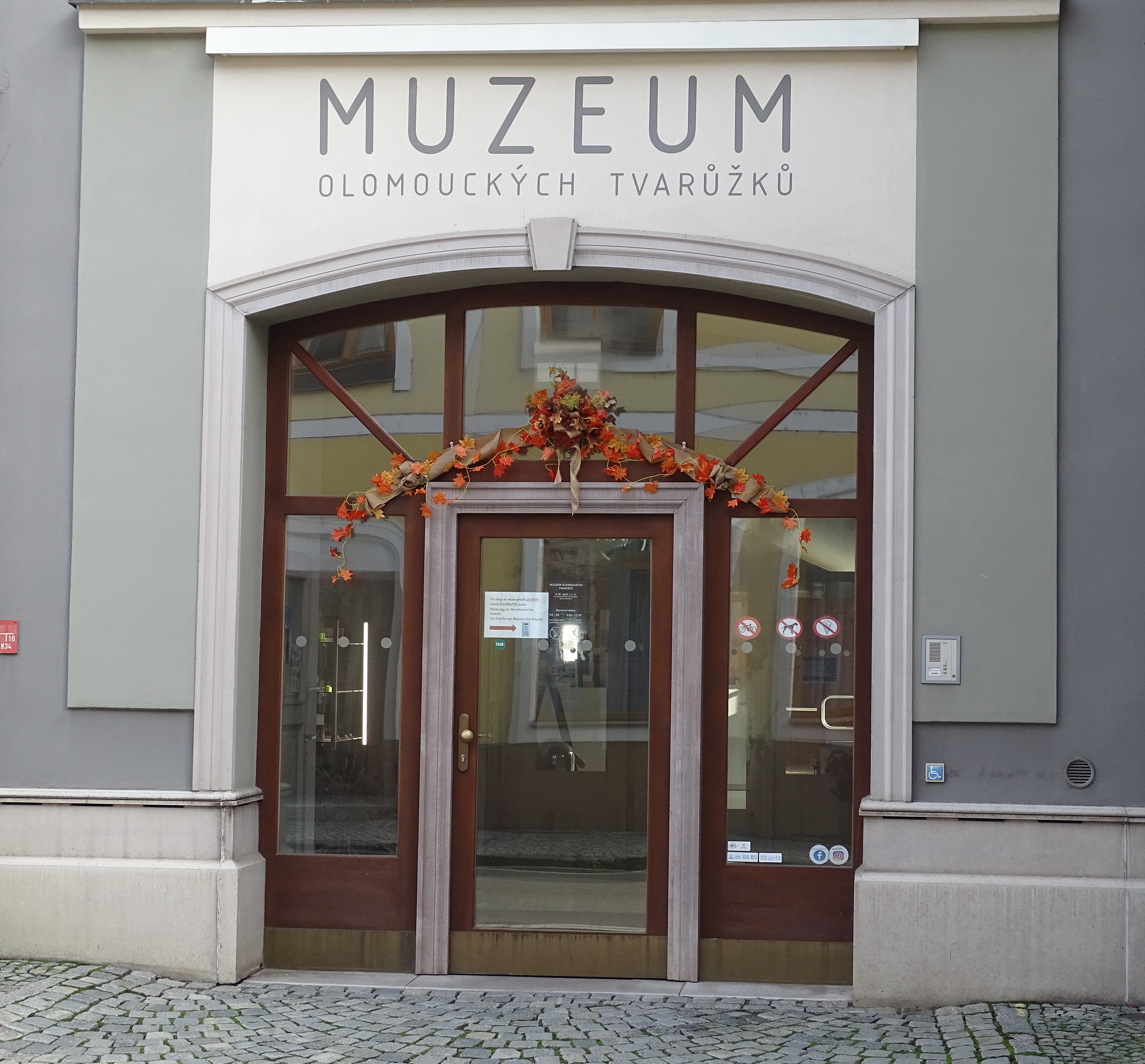
Museum der Olmützer Quargel

- Jüdischer Friedhof Loštice, angelegt 1554 am Fuße des Hájek
- Synagoge Loštice
- Dreifaltigkeitssäule, am Markt, errichtet 1860
- Adolf-Kašpar-Gedenkstätte, der Maler besuchte seit 1920 im Sommer die Stadt
- Schloss Žádlovice

## Söhne und Töchter der Stadt
- Josef Kessler (* 1825; † 1887 in Wien), spätromantischer Maler
- Maximilian von Mirbach-Harff (1880–1971), preußischer Landrat, geboren in Žádlovice
- Egon Morgenstern und Armin Morgenstern zählen zu den bekanntesten Söhnen der Stadt. Egon und Armin stammten aus einer jüdischen Familie. Beide konnten rechtzeitig vor den Nationalsozialisten fliehen. Egon schrieb über seine Erinnerungen ein Buch (Stanislav Poskočil: Egon Morgenstern – Přežil jsem peklo gulagu). Armin Morgenstern schloss sich dem Widerstand an und wurde mehrfach ausgezeichnet und wurde Ehrenbürger von Loštice[3] (die Eltern Julius Morgenstern und Schwester Renate überlebten den Holocaust nicht).